# Lakaran
Lakaran is een bestuurslaag in het regentschap Tanggamus van de provincie Lampung, Indonesië. Lakaran telt 590 inwoners (volkstelling 2010).